# حي ودجر
حي ودجر (بالصومالية: Degmada Wadajir)‏ أو حي المدينة  أحد أحياء العاصمة الصومالية مقديشو التابعة لمحافظة بنادر، وتقع في جنوب العاصمة مقديشو، يضم حي ودجر مرافق مهمة من ضمنها الجامعة الوطنية الصومالية و مبنى السفارة الأمريكية الذي صار مخيمًا للاجئين يُدعى Siliga Amerikanka وأكاديمية زياد بري العسكرية، التي تستخدمها حاليا وحدة القوات البروندية في بعثة الاتحاد الإفريقي في الصومال.

## روابط خارجية
- الخريطة الإدارية لحي ودجر